# Roland Fischnaller (ski alpin)
Pour les articles homonymes, voir Roland Fischnaller et Fischnaller.
Roland Fischnaller (né le 14 juin 1975 à Funes, dans la province de Bolzano, dans le Trentin-Haut-Adige) est un ancien skieur alpin italien spécialiste de la descente et du super G.

## Biographie
Il débute au niveau international en 1994 puis en Coupe du monde en 1995. Il obtient son premier et seul podium en décembre 2000 lors de la descente de Val d'Isère dont le podium est complété par deux autres italiens (Alessandro Fattori et Kristian Ghedina). Il participe aux Jeux olympiques d'hiver de 2002 où il est 17e en descente et en super G.
Il se retire du ski alpin en 2008.

## Palmarès

### Coupe du monde
- Meilleur classement général : 53e en 2001.
- Meilleur résultat : 3e (un podium à Val d'Isère en 2000).